# Simulium yuphae
Simulium yuphae es una especie de insecto del género Simulium, familia Simuliidae, orden Diptera.

## Distribución
Se distribuye por Tailandia.

## Taxonomía
Fue descrita científicamente por Takaoka & Choochote, 2005. Fue publicada en Two new species of black flies (Diptera: Simuliidae) from northern Thailand. 56: 319-334.